# Rogue – Im falschen Revier
Rogue – Im falschen Revier ist ein australischer Horrorfilm aus dem Jahr 2007. Regie führte Greg McLean, der auch bereits für Wolf Creek verantwortlich war. Die Hauptrollen spielen Radha Mitchell und Michael Vartan.
Der Film dramatisiert die wahre Geschichte des Krokodils Sweetheart, das in den 1970er Jahren durch Angriffe auf kleinere Fischerboote in Australien weltweite Bekanntheit erlangte. Es ist das wohl bekannteste rogue crocodile („Schurken-Krokodil“), eine gebräuchliche Bezeichnung für Krokodile, die durch regelmäßige Attacken auf Menschen bekannt werden.

## Handlung
Bei einer Flussfahrt im Northern Territory in Australien wird eine Touristengruppe von einem riesigen Krokodil angegriffen, wobei das Boot leck schlägt. Die Gruppe kann sich auf eine kleine Insel inmitten des Flusses retten. Allerdings ist der Fluss von den Gezeiten beeinflusst und die Flut naht. Ein Fluchtversuch zum Festland entlang eines gespannten Seils misslingt. In dieser Nacht fallen mehrere Mitglieder der Gruppe sowie zwei Motorbootfahrer der Bestie zum Opfer. Pete – ein US-amerikanischer Reisereporter – stürzt in die unter der Oberfläche gelegene Höhle des Ungetüms und findet dort die schwer verletzte Reiseführerin Kate. Das Krokodil hat sie dort als Beute gelagert und will sie später fressen. Die beiden sowie die restlichen Mitglieder der Gruppe kommen mit dem Leben davon, nachdem Pete das Monster im Nahkampf auf seinem eigenen Territorium zur Strecke bringt. In der Zeitung wird es als heldenhafte Tat dargestellt.

## Hintergrund
Drehorte für den Film waren Melbourne, der Nitmiluk-Nationalpark sowie Kakadu-Nationalpark und das Yarra Valley längs des Yarra River. Die Dreharbeiten begannen am 14. November 2005 und endeten am 17. Februar 2006. Das Budget des Films wird auf 26,9 Millionen Australische Dollar geschätzt. Am 6. Oktober 2007 feierte der Film beim Sitges Festival Internacional de Cinema de Catalunya seine Weltpremiere. In die australischen Kinos kam der Film am 8. November 2007. Es folgten weitere Vorführungen bei diversen Filmfestivals. In den USA und Deutschland wurde der Film als Direct-to-DVD-Produktion vermarktet und erschien am 5. August 2008 in den USA und am 9. September 2008 in Deutschland auf DVD. Am 15. Mai 2011 wurde der Film erstmals im deutschen Free-TV von ProSieben gezeigt. Am Eröffnungswochenende spielte der Film in Australien knapp 670.000 Australische Dollar ein. Insgesamt konnten in Australien Einnahmen in Höhe von knapp 1,8 Millionen Australischen Dollar erzielt werden.
Die Szenen, die im Bau des Krokodils spielen, wurden in einem Lagerhaus in Melbourne gedreht, in dem 2006 die Aufnahmen des Films Schweinchen Wilbur und seine Freunde entstanden, die im Inneren des Stalls spielen. Die Insel, auf die sich die Protagonisten nach dem Kentern ihres Bootes retten, befindet sich in einem künstlich angelegten See in Victoria.
Nathan Phillips sprach für die Rolle des Neil Kelly vor, die schließlich an Sam Worthington vergeben wurde.
Neben Rogue – Im falschen Revier wurde 2007 mit Black Water ein weiterer australischer Krokodil-Film veröffentlicht.

## Kritik
Das Lexikon des internationalen Films urteilt, die Produktion sei ein „spannender Horrorfilm mit Australiens beliebtester Monster-Kreatur“. Es handle sich um „solide Genre-Kost mit überzeugenden Darstellern.“
Nach Urteil von Björn Helbig von Filmstarts sei Rogue – Im falschen Revier ein „stimmungsvoller Tierhorrorfilm“. Er lobt die Kameraarbeit, „deren stimmungsvolle Kamerafahrten die Schönheit der australischen Natur zeigen“. Der Film nehme sich selber nicht zu ernst und enthalte „ein gut dosiertes Quäntchen Ironie“. Zugleich wird im Gegensatz zu vielen anderen Genrefilmen die Kausalität der Tierangriffe verändert, denn „die Menschen dringen in das Tierreich ein, die Touristen in das »Territorium« der alteingesessenen Australier, deren Vorfahren wiederum in den Lebensraum der australischen Ureinwohner eindrangen“. Dies „angedeutete politische Statement“ könne zugleich auf die Kolonialisierung übertragen werden, sollte „aber nicht überstrapaziert werden“. Die Animationen seien geglückt, es gelingt, „das computergenerierte Krokodil echt“ aussehen zu lassen. Helbig lobt insbesondere die Darstellung von Radha Mitchell und Sam Worthington sowie den „soliden Spannungsaufbau“.

## Auszeichnungen
Das Australian Film Institute zeichnete Andrew Hellen, Dave Morley, Jason Bath und John Cox 2007 mit einem AFI Award für Best Visual Effects aus. Von der Australian Writers’ Guild wurde Greg Mclean 2007 für den Awgie Award in der Kategorie Feature Film – Original nominiert. 2009 erreichte der Film den 3. Platz bei den Fangoria Chainsaw Awards in der Kategorie Best Limited-Release/Direct-to-Video Film.